# Ikarus 260
L‘Ikarus 260 est un autobus interurbain et de ligne fabriqué par le constructeur hongrois Ikarus de 1971 à 2002.
Ce modèle a connu un succès sans précédent. C'est certainement l'autobus le plus produit dans le monde, 72 547 exemplaires fabriqués en 31 ans, sans grands changements, dont un tiers exportés en (ex) URSS. Nombre d'autobus ont été vendus même à des pays ne faisant pas partie du Comecon comme le Venezuela, Madagascar, la Syrie, Taiwan et l'Islande.
L'Ikarus 260 fait partie de la série 200 due au génie de l'équipe du concepteur en chef Bálint György avec Oszetzky Károly, Mádi Jenő, Varga Papp, József et Finta László, qui ont également à leur actif les précédents Ikarus 180, 556 et 557.
La robustesse et la fiabilité de ce modèle expliquent en grande partie sa longévité sans équivalent. Toutefois ce modèle aurait dû être remplacé dès la fin des années 1980, mais le constructeur, en difficultés financières à cause des retards de paiement des clients publics des États du Comecon, ne put financer de nouveaux développements. Les commandes de l'ex URSS et de l'Allemagne s'effondrèrent dès 1990, mettant Ikarus au bord de la faillite. Ikarus a lancé la série 400, mais les clients réclamaient la série 200 plus fiable.
En 1974, Ikarus lance une version trolleybus, le 260T. Seulement deux exemplaires seront fabriqués. Le prototype a été fabriqué avec un équipement électrique de traction provenant d'un appareil ZiU-5. Le deuxième exemplaire a été construit pour l'exportation vers la RDA, à Weimar et retourné en Hongrie en 1995. On a aussi vu des Ikarus 260T en Corée du Nord, mais c'était des autobus diesel transformés en trolleybus.

## Caractéristiques techniques
L'autobus a une longueur classique de 11,0 mètres. Le moteur diesel est placé sous le plancher, entre les essieux. Lors de son lancement, la première version était équipée du moteur diesel six cylindres Rába-MAN D 2156 HM6U de 10,350 cm3 développant 192 Ch (141 kW) avec une boîte de vitesses mécanique ZF ou, en option, une transmission hydromécanique Voith. La vitesse maximale était de 66 km/h.
En fonction du pays de destination et de l'évolution du modèle dans le temps, d'autres moteurs ont équipé le modèle, Cummins, DAF ou MAN.
L'Ikarus 260 a été proposé comme autobus de ligne avec deux portes d'accès et comme autobus urbain avec trois portes à 2 ou 4 vantaux pliants, électropneumatiques, actionnées par le chauffeur. Plus tard, le bus a été livré avec des portes battantes extérieures à deux vantaux. Dans sa version urbaine, l'Ikarus 260 offrait 23 sièges et 75 places debout.

## Variantes

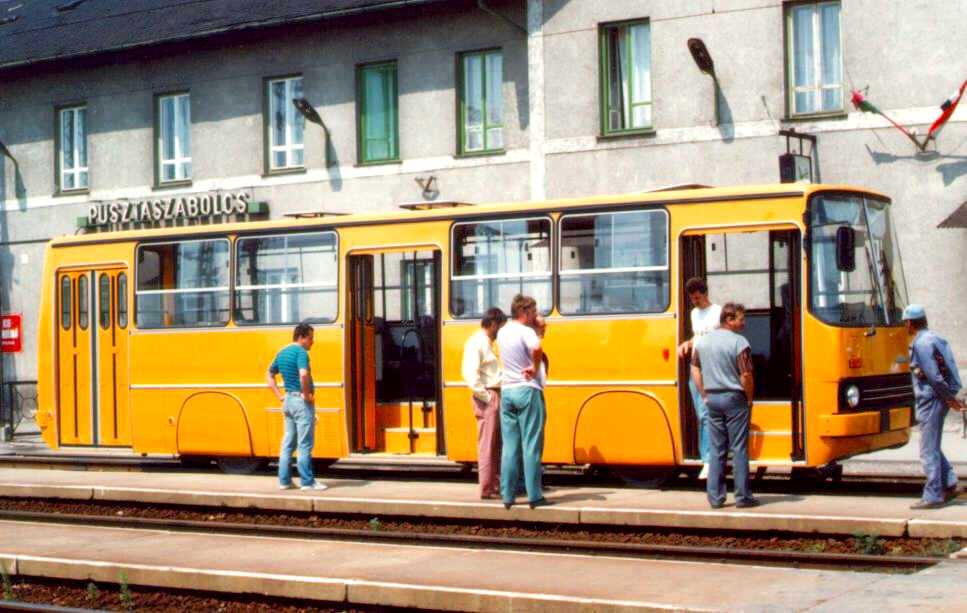
Railbus MÁV Ikarus 260 en gare de Pusztaszabolcs.

En 1986, un prototype de "railbus", MÁV Ikarus 260 a été réalisé en coopération avec les chemins de fer hongrois MAV en utilisant la carrosserie de l'autobus 260. Grâce à son moteur placé sous le plancher entre les essieux, Ikarus a développé une version longue articulée, l'Ikarus 280, qui a été fabriqué en grande quantité en version urbaine et interurbaine de grande capacité. Pour répondre à la demande des pays avec conduite à droite, Ikarus a créé la version 261, 55 exemplaires seront fabriqués.
Jelcz L11 & M11

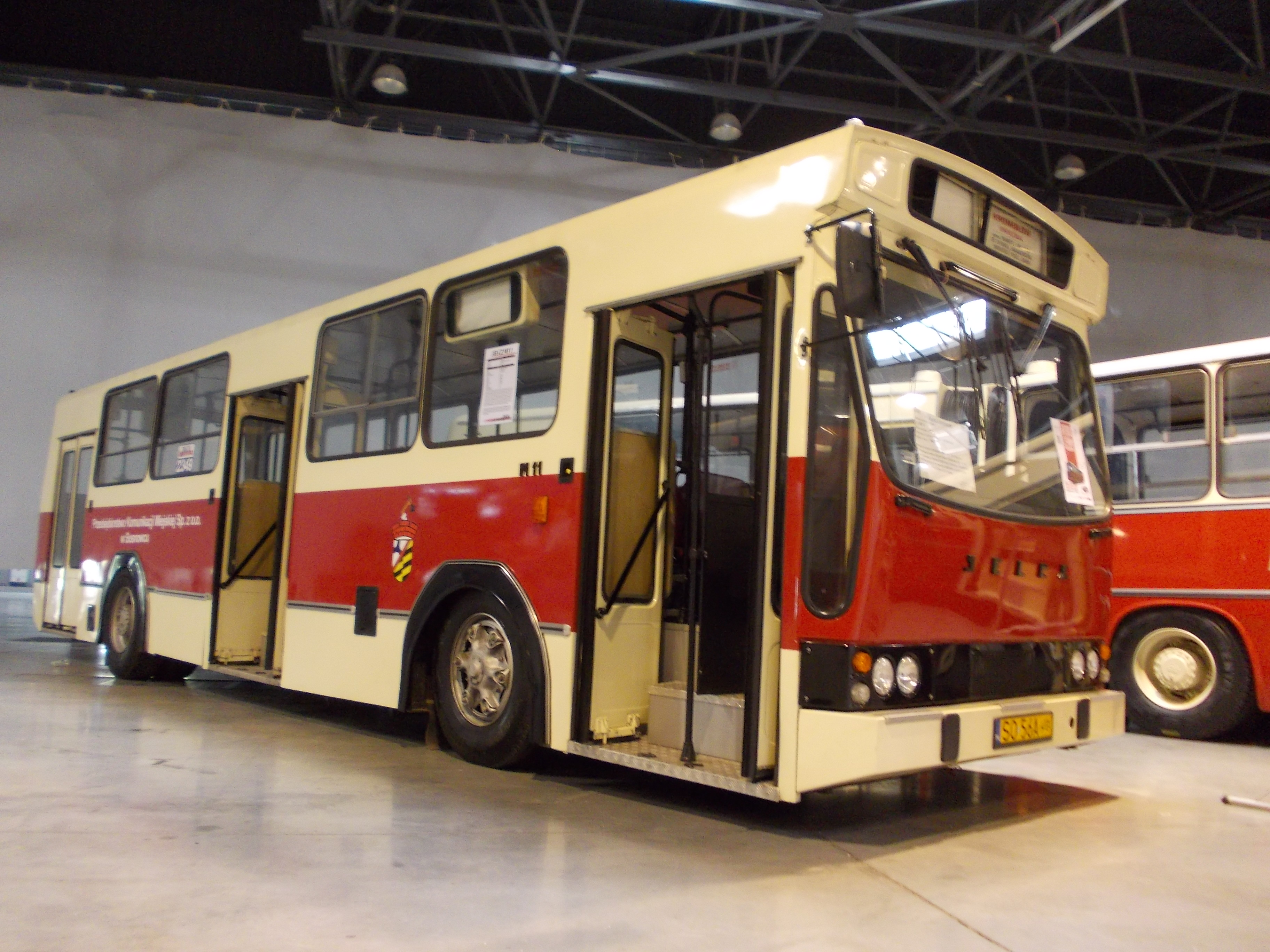
Jelcz M11 sur châssis Ikarus M260.

Dans les années 1980, à la suite de la crise économique qu'a connue le constructeur polonais d'autobus et de camions Jelczańskie Zakłady Samochodowe, il a été décidé qu'il utiliserait le châssis de l'autobus hongrois Ikarus 260 pour construire un nouveau modèle plus fiable que le bus de type PR110 fabriqué sous licence Berliet. Selon le contrat du 24 octobre 1983, Ikarus exporta également des châssis Rába et Csepel en Pologne, en échange de voitures Fiat Polski 125P et 126p et de camions Star. Les nouveaux bus ont été appelés Jelcz L11 pour la version de ligne et Jelcz M11 pour la version urbaine.
Curiosité
À partir de 1995, un étrange modèle Ikarus 260 a été utilisé dans le réseau de trolley de Kőbánya. L'ancien autobus diesel immatriculé BU 88-41 a été équipé d'un pantographe, mais le véhicule avait conservé sa motorisation diesel. Son rôle était de circuler sur les itinéraires empruntés par les trolleybus pour casser la glace qui s'était formée sur les lignes aériennes après des pluies verglaçantes, ce qui provoquait des perturbations. L'autobus n'a jamais chargé de passagers.

## Utilisation dans le monde

### Afrique
Pour les pays africains, Ikarus a créé la variante « tropicale » avec un toit plus bas et des fenêtres avec plus de surfaces ouvrables. Adis Abeba en Éthiopie en a compté 106 dans son parc. Madagascar et le Libéria en ont acheté de nombreux exemplaires. La Tanzanie et le Mozambique ont acheté le type 261 avec conduite à droite.

### Amérique du Sud
Plusieurs autobus Ikarus 260 ont été vendus au Costa Rica, Venezuela, Cuba et Pérou.

### Europe de l'Ouest
- Grèce

Plus de 500 exemplaires ont été vendus à la Grèce en 1978 et 1983. Le dernier a été retiré du service en 2004.
- Suisse

Selon les archives, Ikarus a livré deux exemplaires du modèle 260 à la petite ville de Liestal en Suisse, en 1975.

### Moyen Orient
L'Iran a été un des premiers clients de l'Ikarus 260 avec 802 exemplaires, suivie de l'Irak et la Syrie avec 100 unités chacun. Le Koweït en a acquis 29.
- Turquie

La Turquie a commandé plus de 2 000 exemplaires, les 305 premiers ont été attribués à Istanbul en 1979. La Turquie étant en butte à des problèmes de paiement, la Hongrie a accepté de troquer les autobus contre du tabac, du coton, des légumes et des fruits. Entre 1991 et 1994, 1 244 exemplaires Ikarus type 260.25 ont été livrés à la régie des transports d'Istanbul. Dans les années 2000, quelques autobus ont été convertis au GNC. Des autobus Ikarus ont servi également dans les villes de Ankara, Bursa, Eskisehir et Izmir. À Istanbul, le dernier autobus Icarus 260 a été radié et retiré du service en fin d'année 2013 mais un exemplaire a été sauvegardé et restauré par des passionnés en juin 2016.
La régie des transports d'Istanbul a souvent fait don de ses anciens autobus aux pays les plus pauvres et dans le besoin. En 2014, 20 autobus Ikarus 260 ont été donnés à la  capitale du Libéria, Monrovia.

### Europe de l'Est
- Pologne

Le modèle a joué un rôle décisif dans la plupart des villes polonaises mais aussi dans le transport de longue distance. Dans la capitale, les premiers autobus Ikarus type 260.04 ont été mis en service en 1979. Au total, Varsovie a compté plus de 400 Ikarus 260 dont le dernier a été radié en 2013. Près de 230 exemplaires ont été achetés par Cracovie jusqu'en 1988, le modèle semblait être plus fiable que les Jelcz utilisés auparavant.
Entre 1983 et 2010, Poznań a utilisé 65 exemplaires du type 260.04. Un seul exemplaire a été conservé et restauré par des citoyens nostalgiques.
Gdansk a également eu dans son parc urbain à partir de 1985, 65 exemplaires du type 260.04. En 2016, il ne restait que deux exemplaires encore en service.
- (ex) République Démocratique Allemande / RDA

Dès 1980 plusieurs villes de l'ex RDA ont acheté des autobus Ikarus, notamment Dresde. La plupart de ces autobus étaient du type 260.02 mais, ensuite, les allemands ont aussi acheté les types 260.38, 260.43 et 260.92. Beaucoup de ces autobus ont circulé à Berlin-Est, Dresde et Potsdam. Le dernier véhicule a été radié en 2000.
- Roumanie

La Roumanie n'a jamais acheté d'autobus Ikarus neufs. Elle n'a acquis que des modèles d'occasion provenant de villes hongroises ou soviétiques. De nouveaux exemplaires ont circulé dans quelques grandes villes comme dans la capitale Bucarest où, entre 1991 et 1993, 177 Ikarus 260 d'occasion ont été livrés par Ikarus. Tous ces autobus ont été radiés et détruits en 2008. Quelques rares exemplaires dans d'autres villes étaient encore en circulation en 2017.

### Extrême-Orient
- Taiwan

En 1991, on a compté 560 exemplaires de l'Ikarus type 260.48 en circulation.
- Corée du Nord

La Corée du Nord a acheté 191 Ikarus 260 dont certains ont été transformés localement en trolleybus. L'équipement électrique de traction est inconnu.